# Disney Presenta: Grandes éxitos en español (álbum)
Disney Presenta Grandes Éxitos en Español es un álbum recopilatorio que contiene temas de varios artistas de habla hispana e inglesa, interpretando, en español, temas clásicos de películas de Walt Disney Pictures; destacando las voces femeninas de Linda Ronstadt y de Vanessa Williams y las masculinas de Ricky Martin con «No Importa la Distancia» y de Luis Miguel con «Sueña», también las de agrupaciones como Ketama, Fangoria ó Mocedades. Fue editado en 1998, en formato digital de disco compacto (CD), contiene dieciséis (16) canciones compuestas en inglés previamente, en su mayoría, y adaptadas al español.
Destaca la participación del icónico grupo Mecano con su tema original «Canción de los piratas», editada para promoción del álbum y que fue sintonía del programa Club Disney en el año 1998. Esta canción, aparecería en su álbum Ana José Nacho con el nombre de «Los piratas del amor». A quienes Hans Zimmer (El rey león, Gladiator, Piratas del Caribe), les dedicó estas palabras: “Mecano es uno de los grupos más musicales y atrevidos con los que he tenido el placer de trabajar”.
El disco cuenta con una carátula diseñada por Paco Camino.

## Lista de canciones

### Edición en CD
| N.º   | Título                                                      | Escritor(es)                                                                                   | Intérprete                                         | Duración |  |
| 1.    | «Canción de los Piratas» (Tributo a Disney)                 | I. Cano                                                                                        | Mecano                                             | 5:16     |  |
| 2.    | «Oración de Esmeralda» (De "El jorobado de Notre Dame")     | Alan Menken y Stephen Schwartz Letra adaptada María Ovelar                                     | Ketama                                             | 3:20     |  |
| 3.    | «No Importa la Distancia» (De "Hércules")                   | Alan Menken y Howard Ashman Letra adaptada Guillermo Ramos                                     | Ricky Martin                                       | 5:00     |  |
| 4.    | «La Bella y La Bestia» (De "La bella y la bestia")          | Alan Menken y David Zippel Letra adaptada Renato López y Javier Portón                         | Michelle Serafín Zubiri                            | 3:59     |  |
| 5.    | «Hay un Amigo en Mi» (De "Toy Story")                       | Randy Newman Letra adaptada Albert Mas-Griera                                                  | Tony Cruz                                          | 2:07     |  |
| 6.    | «Colores en el Viento» (De "Pocahontas")                    | Alan Menken y Stephen Schwartz Letra adaptada Renato López, Walterio Pesqueira y Javier Portón | Vanessa Williams                                   | 4:05     |  |
| 7.    | «Voy a Ser El Rey León» (De "El Rey León")                  | Elton John y Tim Rice Letra adaptada Albert Mas-Griera                                         | La Década                                          | 2:22     |  |
| 8.    | «Fuera» (De "El jorobado de Notre Dame")                    | Alan Menken y Stephen Schwartz Letra adaptada María Ovelar                                     | Ketama                                             | 3:28     |  |
| 9.    | «Si No Te Conociera» (De "Pocahontas")                      | Alan Menken y Stephen Schwartz Letra adaptada Kike Santander                                   | Jon Secada Shanice                                 | 4:16     |  |
| 10.   | «Un Mundo Ideal» (De "Aladdín")                             | Alan Menken y Tim Rice Letra adaptada Walterio Pesqueira, Renato López y Alejandro Nogueras    | Enrique del Pozo Michelle                          | 4:37     |  |
| 11.   | «Un Precioso Sueño» (De "La Cenicienta")                    | Mack David, Al Hoffman y Jerry Livingstone y David Pack Letra adaptada Jaime Bernstein         | Linda Ronstadt                                     | 3:52     |  |
| 12.   | «Cruella de Vil» (De "101 dálmatas: ¡Más vivos que nunca!") | Mel Levin Letra adaptada Edmundo Santos                                                        | Fangoria                                           | 4:11     |  |
| 13.   | «Busca Lo Más Vital» (De "El libro de la selva")            | Terry Gilkyson Letra adaptada Edmundo Santos                                                   | Baloo (Germán Valdés) Mowgli (Alicia Diana Santos) | 2:55     |  |
| 14.   | «La Estrella Azul» (De "Pinocho")                           | Leigh Harline y Ned Washington Letra adaptada Edmundo Santos                                   | Mocedades                                          | 3:32     |  |
| 15.   | «Sueña» (De "El jorobado de Notre Dame")                    | Alan Menken y Stephen Schwartz Letra adaptada Renato López. Kiko Cibrián y Gerardo Flores      | Luis Miguel                                        | 4:20     |  |
| 16.   | «Canción de los Piratas (Reprise)»                          | I. Cano                                                                                        | Mecano                                             | 1:45     |  |
| 00:00 |                                                             |                                                                                                |                                                    |          |  |